# Lasowe (rada wiejska Turze)
Lasowe (ukr. Лісове, Lisowe) – wieś na Ukrainie, w rejonie złoczowskim obwodu lwowskiego, w radzie wiejskiej Turze.

## Historia
Dawniej część wsi Turze w powiecie brodzkim.
Do 2020 w rejonie buskim. 